# Constança de Castella
Constança de Castella (Castrojeriz, Burgos, 1354 - Leicester, Anglaterra, 1394) fou infanta de Castella i reina titular de Castella (1369).

## Orígens familiars
Tercera filla de Pere I de Castella i de la seva segona esposa, Maria de Padilla.
A la mort del seu pare el 1369 reclamà el tron castellà en virtut del testament del seu pare, però li fou arrabassat pel seu oncle Enric de Trastàmara.

## Núpcies i descendents
El 21 d'octubre de 1371 es casà a Roquefort-sur-mer, prop de Bordeus, amb Joan de Gant, duc de Lancaster i fill d'Eduard III d'Anglaterra, esdevenint la segona esposa del príncep anglès. D'aquest matrimoni tingueren:
- Caterina de Lancaster (1372-1418), casada el 1393 amb Enric III de Castella
- Joan Plantegenet (1372-1375)

Per aquest matrimoni Joan de Gant pretengué obtenir un regne per a ell mateix però no aconseguí derrotar Enric II de Castella a la Primera Guerra Civil castellana. L'única cosa que aconseguí fou el matrimoni de la seva filla amb l'hereu castellà, unint així les reivindicacions familiars.